# Jan Janssen
Johannes Adrianus Janssen, detto Jan (Pijnacker-Nootdorp, 19 maggio 1940), è un ex ciclista su strada e pistard olandese, professionista dal 1961 al 1973.
In carriera vinse il campionato del mondo su strada nel 1964, la Parigi-Roubaix e la Vuelta a España nel 1967 e il Tour de France nel 1968.
Dalla scomparsa di Federico Bahamontes avvenuta l'8 agosto 2023, risulta essere il più anziano vincitore del Tour de France ancora in vita.

## Carriera
Janssen lavorò coi suoi genitori fin da giovane, scavando la terra dei Paesi Bassi occidentali per costruire edifici. Si associò alla squadra di ciclismo della sua città, Delft, quando aveva 16 anni, e successivamente vinse 25 corse in due anni. Dopo una carriera dilettantistica nella quale vinse molte gare olandesi, passò al professionismo, venendo ingaggiato da una squadra francese, la Pelforth-Sauvage-Lejeune. Venne invitato al Giro dei Paesi Bassi, che a quei tempi era aperto ad amatori e a semi-professionisti.
Il suo talento fu subito notato e perciò il proprietario comandò al direttore sportivo della formazione di designarlo caposquadra. Janssen inizialmente era un velocista, ma si trasformò rapidamente in un "cacciatore" di corse di un giorno. Prese parte al suo primo Tour de France nel 1963: vinse una tappa, ma una caduta lo costrinse al ritiro. Nel 1964 vinse la Parigi-Nizza, poi due tappe al Tour de France e la maglia verde di leader della classifica a punti. Quell'anno divenne, inoltre, campione del mondo su strada nella gara disputata a Sallanches, in Francia. Conquistò di nuovo la maglia verde nel Tour de France 1965, mentre nel 1966 arrivò secondo nella classifica generale dietro a Lucien Aimar.
Nel 1967 Janssen fu protagonista di una delle sue migliori stagioni, vincendo la Parigi-Roubaix e la Vuelta a España (fu il primo olandese a riuscire nell'impresa); ai campionati del mondo su strada di Heerlen si classificò inoltre secondo alle spalle di Eddy Merckx. Grazie ai numerosi risultati ottenuti, quell'anno vinse anche il Super Prestige Pernod, sorta di Coppa del mondo a punti.
Nel 1968 si classificò terzo al Giro delle Fiandre e divenne il primo olandese nella storia a vincere il Tour de France. La corsa era, come l'anno precedente, per squadre nazionali invece che per squadre di club. Janssen attaccò in solitaria nel corso della 14ª tappa, quella dell'Alpe d'Huez, senza rispettare le decisioni del direttore sportivo della sua squadra, vinse e conquistò la maglia gialla, andando anche in testa alla classifica scalatori. Ottenne la vittoria finale con 38 secondi di vantaggio sul belga Herman Van Springel. Questo rimase il minor margine vincente fino al 1989, quando Greg LeMond vinse la Grande Boucle con soli 8 secondi di vantaggio su Laurent Fignon.
Dopo aver ottenuto alcune altre vittorie nelle stagioni successive, si ritirò dal professionismo nel 1973.

## Palmarès

### Strada
- 1959 (dilettanti)

Ronde van Zuid-Holland
- 1960 (dilettanti)

Ronde van Overijssel
Ronde van Gelderland
Ronde van Midden-Nederland
- 1961 (Locomotief-Vredestein, quattro vittorie)

Kampioenschap van Zuid Holland
Ronde van Noord-Holland
13ª tappa Tour de l'Avenir (Tours)
Tour du Limbourg Amateurs
- 1962 (Locomotief-Vredestein, sei vittorie)

4ª tappa Olympia's Tour (Heerlen)
Ronde van Zuid-Holland
Meisterschaft von Zürich
1ª tappa Tour de l'Avenir (Bordeaux > Bordeaux)
4ª tappa Tour de l'Avenir (Bagnères-de-Bigorre > Saint-Gaudens)
7ª tappa Tour de l'Avenir (Carcassonne > Montpellier)
- 1963 (Pelforth-Sauvage-Lejeune, quattro vittorie)

3ª tappa, 1ª semitappa Giro del Belgio (Agimont > Namur)
3ª tappa Grand Prix du Midi Libre (Béziers > Carcassonne)
6ª tappa Grand Prix du Midi Libre (Perpignano > Barcelone)
7ª tappa Tour de France (Angers > Limoges)
- 1964 (Pelforth-Sauvage-Lejeune, quattro vittorie)

Classifica generale Parigi-Nizza
7ª tappa Tour de France (Besançon > Thonon les Bains)
10ª tappa Tour de France (Principato di Monaco > Hyères)
Campionati del mondo, Prova in linea
- 1965 (Pelforth-Sauvage-Lejeune, nove vittorie)

Côte Normande
Ronde de Seignelay
3ª tappa, 1ª semitappa Parigi-Nizza (Château-Chinon > Montceau-les-Mines)
4ª tappa Tour du Sud-Est (Draguignan)
7ª tappa, 1ª semitappa Critérium du Dauphiné Libéré (Grenoble > Saint-Marcellin)
1ª tappa Grand Prix du Midi Libre (Millau)
12ª tappa Tour de France (Barcellona > Perpignano)
3ª tappa Giro dei Paesi Bassi (Doetinchem > Simpelveld)
Classifica generale Giro dei Paesi Bassi
- 1966 (Pelforth-Sauvage-Lejeune, tre vittorie)

Freccia del Brabante
Classifica generale Gran Prix van Nederland
Bordeaux-Parigi
- 1967 (Pelforth-Sauvage-Lejeune, dieci vittorie)

Parigi-Roubaix
Genova-Nizza
1ª tappa, 2ª semitappa Vuelta a España (Vigo, cronometro)
Classifica generale Vuelta a España
13ª tappa Tour de France (Carpentras)
4ª tappa, 2ª semitappa Volta Ciclista a Catalunya (Moià > Manresa)
6ª tappa Volta Ciclista a Catalunya (Tàrrega > Camprodon)
7ª tappa, 1ª semitappa Volta Ciclista a Catalunya (Camprodon > Figueras)
1ª tappa Parigi-Lussemburgo (Châlons-sur-Marne)
Classifica generale Parigi-Lussemburgo
- 1968 (Pelforth-Sauvage-Lejeune, sette vittorie)

4ª tappa, 2ª semitappa Vuelta a Mallorca (? >Monasterio de Cura)
5ª tappa Parigi-Nizza (Saint-Étienne > Bollène)
1ª tappa, 1ª semitappa Vuelta a España (Saragozza > Saragozza)
1ª tappa, 2ª semitappa Vuelta a España (Saragozza, cronometro)
14ª tappa Tour de France (La Seu d'Urgell > Perpignano)
22ª tappa, 2ª semitappa Tour de France (Melun > Parigi/La Cipale)
Classifica generale Tour de France
- 1969 (Bic, cinque vittorie)

2ª tappa Circuit des Six Provinces
Classifica generale Vuelta a Mallorca
5ª tappa, 2ª semitappa Parigi-Nizza (Cavaillon > Hyères)
3ª tappa Critérium du Dauphiné Libéré (Valence > Grenoble)
Grand Prix d'Isbergues
- 1970 (Bic, quattro vittorie)

2ª tappa Grand Prix du Midi Libre (Béziers)
Grand Prix de Menton
6ª tappa, 1ª semitappa Parigi-Nizza (Plan-de-Cuques > Hyères)
3ª tappa Vuelta al País Vasco (Vitoria > Logroño)
- 1971 (Bic, una vittoria)

5ª tappa, 2ª semitappa Tour de la Nouvelle-France (Montréal > Montréal)
- 1972 (Beaulieu, una vittoria)

2ª tappa Tour de Luxembourg (Echternach)

#### Altri successi
- 1959 (dilettanti)

Castrop-Rauxel (Criterium)
- 1961 (Locomotief-Vredestein)

Uden (Criterium)
- 1963 (Pelforth-Sauvage-Lejeune)

2ª tappa, 2ª semitappa Tour de France (Jambes, cronosquadre)
- 1964 (Pelforth-Sauvage-Lejeune)

Classifica punti Parigi-Nizza
Classifica punti Tour de France
Acht van Brasschaat (Criterium)
Quillan (Criterium)
Brioude (Criterium)
Objat (Criterium)
Schiedam (Criterium)
- 1965 (Pelforth-Sauvage-Lejeune)

Classifica punti Critérium du Dauphiné Libére
Classifica punti Tour de France
Saussignac (Criterium)
Laval (Criterium)
Périers (Criterium)
Eu-le Tréport (Criterium)
Ploudalmezeau (Criterium)
Grand Prix du Parisien (Cronocoppie)
- 1966 (Pelforth-Sauvage-Lejeune)

Cambrai (Criterium)
Chateau-Chinon (Criterium)
Rijen (Criterium)
Flavignac (Criterium)
Bleijerheide  (Criterium)
Censeau  (Criterium)
Laval (Cronosquadre)
- 1967 (Pelforth-Sauvage-Lejeune)

Ossendrecht (Criterium)
La Trimouille (Criterium)
Cours (Criterium)
Hénon (Criterium)
Vailly-sur-Sauldre (Criterium)
Classifica punti Tour de France
1ª tappa, 2ª semitappa Vuelta a España (Vigo, cronosquadre)
Classifica punti Vuelta a España
Kortenhoef (Criterium)
Super Prestige Pernod
- 1968 (Pelforth-Sauvage-Lejeune)

Botry  (Criterium)
Bitry (Criterium)
Classifica punti Vuelta a España
Ussel (Criterium)
Vayrac (Criterium)
Bussières (Criterium)
Bour-en-Bresse (Criterium)
- 1969 ()

Bussières (Criterium)
Leiden (Criterium)
Sommeval (Criterium)
Stekene (Criterium)
Brive-la-Gaillarde
Classifica punti Critérium du Dauphiné Libére
Classifica punti Tour de Suisse
Quillan (Criterium)
- 1970 (Bic)

Oradour sur Glane (Criterium)
Prix Martini-Felletin (Criterium)
Plélan-le-Petit (Criterium)
Menton (Criterium)
Den Hoorn (Criterium)
Chassignoles (Criterium)
- 1971 (Bic)

Kamerik (Criterium)
- 1972 (Beaulieu)

Klaaswaal (Criterium)
Ulvenhout (Criterium)
Kortenhoef (Criterium)
Rieux (Criterium)
Hendrik-Ido-Ambacht (Criterium)

### Pista
- 1965

Sei giorni di Anversa (con Peter Post e Klaus Bugdahl)
- 1966

Sei giorni di Anversa (con Fritz Pfenninger e Peter Post)
- 1967

Sei giorni di Madrid (con Gerard Koel)
Sei giorni di Anversa (con Fritz Pfenninger e Peter Post)
- 1968

Sei giorni di Amsterdam (con Klaus Bugdahl)
- 1970

Sei giorni di Groningen (con Peter Post)

## Piazzamenti

### Grandi Giri
- Tour de France

1963: ritirato
1964: 24º
1965: 9º
1966: 2º
1967: 5º
1968: vincitore
1969: 10º
1970: 26º
- Vuelta a España

1967: vincitore
1968: 6º

### Classiche monumento
- Milano-Sanremo

1965: 6º
1966: ritirato
1967: 32º
1968: 17º
1969: 7º
1970: ritirato
1971: 20º
- Giro delle Fiandre

1963: 13º
1964: 11º
1966: 44º
1967: 9º
1968: 3º
1969: 17º
1970: 8º
1971: 6º
1972: 13º
- Parigi-Roubaix

1963: 3º
1964: 8º
1965: ritirato
1966: 2º
1967: vincitore
1968: 8º
1970: 7º
1971: 4º
- Liegi-Bastogne-Liegi

1963: 9º
1965: 11º
1972: ritirato
- Giro di Lombardia

1964: 7º
1966: 9º
1967: 9º
1968: 4º
1969: 9º

### Competizioni mondiali
- Campionati del mondo

Salò 1962 - In linea: 31º
Ronse 1963 - In linea: 7º
Sallanches 1964 - In linea: vincitore
San Sebastián 1965 - In linea: 43º
Heerlen 1967 - In linea: 2º
Imola 1968 - In linea: ritirato
Leicester 1970 - In linea: 16º
Mendrisio 1971 - In linea: 36º
- Giochi olimpici

Roma 1960 - In linea: 58º

## Riconoscimenti
- Trofeo Gerrit Schulte nel 1964, 1965, 1966, 1967 e 1968
- Sportivo olandese dell'anno nel 1968